# Škola

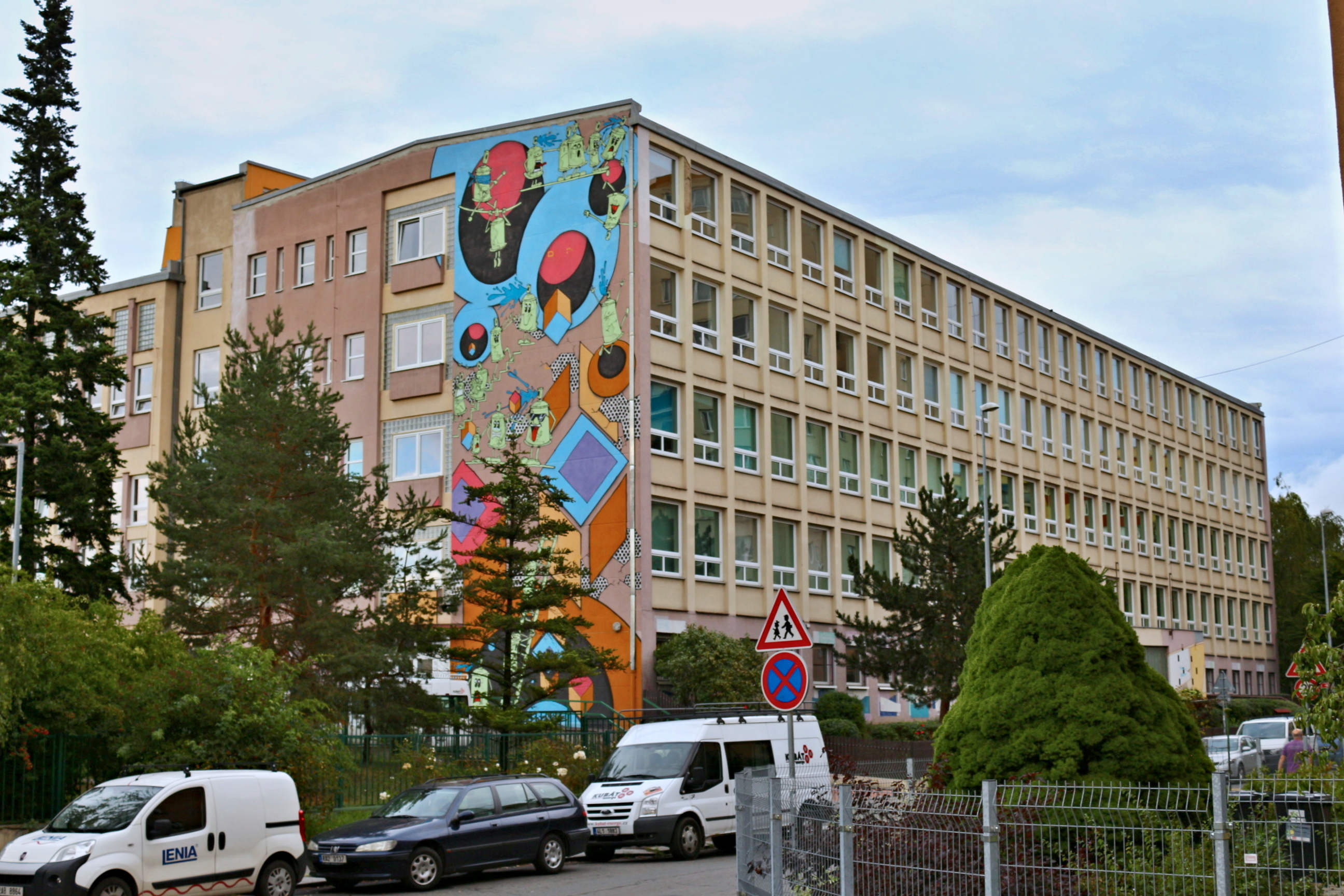
Základní škola Gutova v Praze.

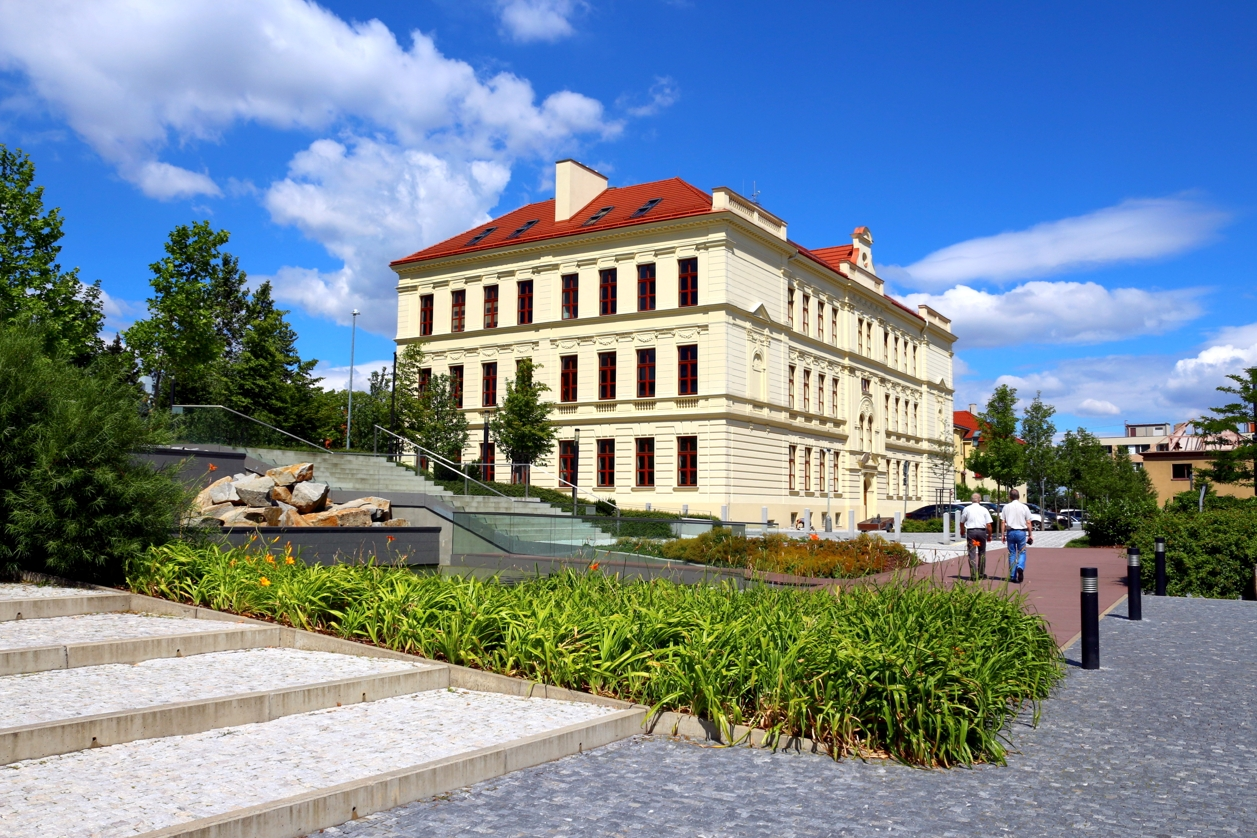
Křesťanská základní a mateřská škola Elijáš v Praze.

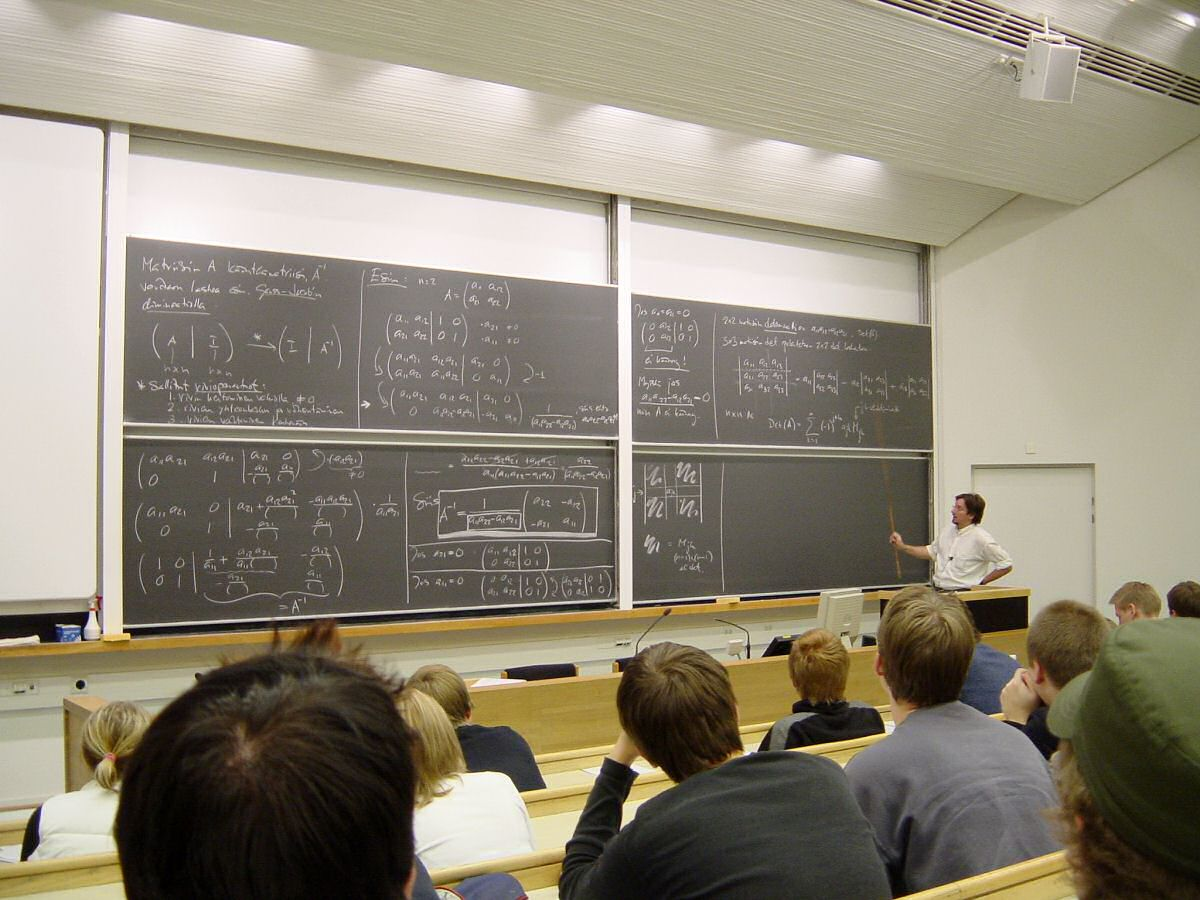
Učitel vykládá učivo před tabulí

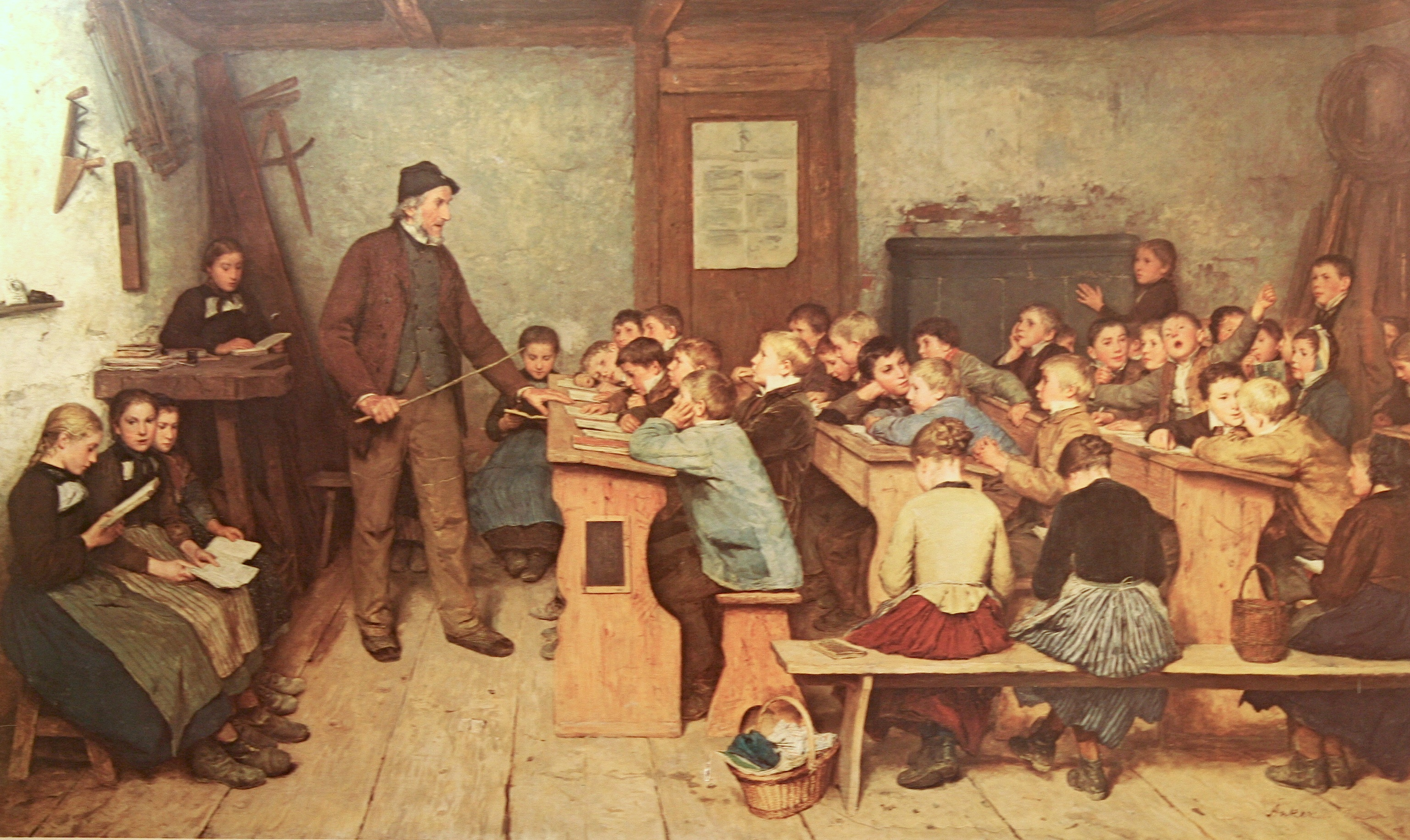
Albert Anker (1896)

Škola je místo, budova, či instituce určená pro výuku, zpravidla dětí, mládeže, ale také pro dospělé, školy pro pracující, či pro seniory. Počet institucí obsažených v pojmu škola je v různých zemích odlišný.

## Školské systémy

### Vzdělávání v Česku
V České republice je povinná školní docházka stanovena na devět let. Rodiče mají na výběr, zda jejich děti budou navštěvovat veřejnou základní školu (případně s rozšířenou výukou jazyků), přestoupí na gymnázium nebo využijí studia na soukromých či církevních školách.
Po dokončení základní školní docházky je možné pokračovat v dalším studiu na středních školách nebo se vyučily řemeslu na odborných učilištích. Studium na střední škole je většinou zakončeno maturitou.
Student, který složil úspěšně maturitní zkoušky, má možnost dále pokračovat ve vzdělávání na vysoké škole.
Kromě toho existují další typy speciálního vzdělávání (Vzdělávání osob se speciálními vzdělávacími potřebami v Česku).

#### Typy škol
- mateřská škola (školka)
- základní škola
- speciální škola (dříve též zvláštní škola)
- základní umělecká škola
- základní jazyková škola
- střední odborné učiliště
- střední odborná škola
- střední škola
- gymnázium
- vyšší odborná škola
- konzervatoř
- vysoká škola
- univerzita
- Waldorfská škola
- Montessoriovská škola

### Školství ve Spojeném království
Ve Spojeném království termín škola prvotně označuje předuniverzitní instituce, které na většině území mohou být rozděleny na základní školy (někdy dále dělené na mateřskou školu a základní školu) a střední školy. Výkonnost školy monitoruje Inspektorát vzdělání Jejího Veličenstva.

### Školství ve Spojených státech amerických
V USA termín škola může označovat jakoukoli vzdělávací instituci na jakémkoli stupni a zahrnuje vše následující: dětské jesle (pro batolata) – nursery, mateřská škola – pre kindergarten, základní škola obvykle 1.–5. ročník (grade) – elementary school – ISCED 1, často s integrovaným předškolním ročníkem – kindergarten – ISCED 0, nižší střední škola obvykle 6.–8. ročník (grade), v závislosti od specifických věkových skupin a geografické oblasti, – middle school – ISECD 2, vyšší střední škola, obvykle 9.–12. ročník (grade) – high school – ISCED 3, univerzita – ISCED 5 – a doktorandské univerzitní studium – ISCED 6. V USA výkonnost škol po střední školu monitoruje ministerstvo školství každého státu. Mnoho dřívějších veřejných škol v USA se označovalo jako jednotřídné školy, kde jediný učitel učil sedm stupňů chlapců a dívek ve stejné třídě. Počátkem 20. let 20. století byly jednotřídné školy sjednoceny do vícetřídních objektů s dopravou nejčastěji poskytovanou dětskými drožkami a školními autobusy.

### Rozvojové země
V nejméně rozvinutých zemích je stále velký nedostatek škol a jsou proto přetížené – například v etiopské provincii Awassa je v jedné třídě 85 žáků. V těchto zemích proto probíhá často výuka na směny a děti docházejí do školy i několik kilometrů pěšky. Kvůli nedostupnému vzdělání je v těchto zemích stále nízká gramotnost, což dále prohlubuje chudobu a brání dalšímu rozvoji mnoha zemí v Africe, Asii, Latinské Americe či Oceánii. Vyspělé státy proto podporují výstavbu nových škol v těchto oblastech v rámci rozvojové spolupráce.